# Victor Sköld
Kjell Victor Sköld (sinh ngày 31 tháng 7 năm 1989) là một cầu thủ bóng đá người Thụy Điển thi đấu cho Örebro SK ở vị trí tiền đạo.

## Thống kê sự nghiệp
Tính đến 16 tháng 10 năm 2016
| Câu lạc bộ          | Mùa giải            | Giải vô địch        | Giải vô địch | Giải vô địch | Cúp     | Cúp       | Châu lục | Châu lục  | Tổng cộng | Tổng cộng |
| Câu lạc bộ          | Mùa giải            | Hạng đấu            | Số trận      | Bàn thắng    | Số trận | Bàn thắng | Số trận  | Bàn thắng | Số trận   | Bàn thắng |
| ------------------- | ------------------- | ------------------- | ------------ | ------------ | ------- | --------- | -------- | --------- | --------- | --------- |
| IF Elfsborg         | 2008                | Allsvenskan         | 0            | 0            | 1       | 0         | 0        | 0         | 1         | 0         |
| IF Elfsborg         | 2009                | Allsvenskan         | 0            | 0            | 0       | 0         | 0        | 0         | 0         | 0         |
| IF Elfsborg         | Tổng cộng           | Tổng cộng           | 0            | 0            | 1       | 0         | 0        | 0         | 1         | 0         |
| FC Trollhättan      | 2010                | Superettan          | 28           | 9            | 3       | 0         | —        | —         | 31        | 9         |
| FC Trollhättan      | 2011                | Hạng đấu 1          | 26           | 7            | 3       | 3         | —        | —         | 29        | 10        |
| FC Trollhättan      | Tổng cộng           | Tổng cộng           | 54           | 16           | 6       | 3         | 0        | 0         | 60        | 19        |
| Falkenbergs FF      | 2012                | Superettan          | 25           | 7            | 1       | 2         | —        | —         | 26        | 9         |
| Falkenbergs FF      | 2013                | Superettan          | 30           | 20           | 5       | 3         | —        | —         | 35        | 23        |
| Falkenbergs FF      | Tổng cộng           | Tổng cộng           | 55           | 27           | 6       | 5         | 0        | 0         | 61        | 32        |
| Åtvidabergs FF      | 2014                | Allsvenskan         | 30           | 4            | 3       | 0         | —        | —         | 33        | 4         |
| Åtvidabergs FF      | 2015                | Allsvenskan         | 15           | 4            | —       | —         | —        | —         | 15        | 4         |
| Åtvidabergs FF      | Tổng cộng           | Tổng cộng           | 45           | 8            | 3       | 0         | 0        | 0         | 48        | 8         |
| IFK Göteborg        | 2015                | Allsvenskan         | 6            | 0            | 1       | 3         | 1        | 0         | 8         | 3         |
| IFK Göteborg        | 2016                | Allsvenskan         | 2            | 0            | 2       | 1         | 2        | 1         | 6         | 2         |
| IFK Göteborg        | Tổng cộng           | Tổng cộng           | 8            | 0            | 3       | 4         | 3        | 1         | 14        | 5         |
| Örebro SK           | 2016                | Allsvenskan         | 10           | 2            | 1       | 1         | —        | —         | 11        | 3         |
| Örebro SK           | Tổng cộng           | Tổng cộng           | 10           | 2            | 1       | 1         | 0        | 0         | 11        | 3         |
| Tổng cộng sự nghiệp | Tổng cộng sự nghiệp | Tổng cộng sự nghiệp | 172          | 53           | 20      | 13        | 3        | 1         | 195       | 67        |

## Danh hiệu

### Câu lạc bộ
Falkenbergs FF
- Superettan: 2013

### Cá nhân
- Vua phá lưới Superettan: 2013